# Stenomesius aphidicola
Stenomesius aphidicola är en stekelart som beskrevs av William Harris Ashmead 1880. Stenomesius aphidicola ingår i släktet Stenomesius och familjen finglanssteklar. Inga underarter finns listade i Catalogue of Life.